# スピードミントン

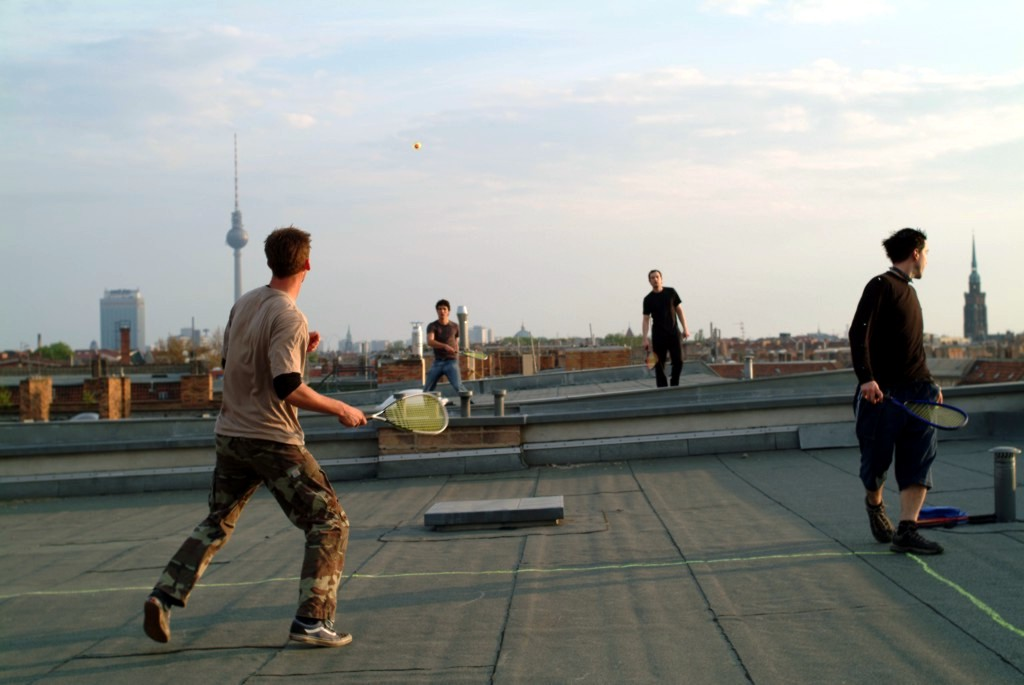
屋上でプレーされるスピードミントン

スピードミントン（英: Speedminton）は、バドミントンをベースに、風のある屋外でも楽しむことができるよう改良されたスポーツである「スピードバドミントン」（Speed Badminton、アウトドアバドミントン）に関してドイツのスピードミントン社が保有している登録商標、あるいはスピードバドミントンの通称のこと。なお、スピードバドミントンは、2016年1月1日に国際スピードバドミントン協会によって「クロスミントン」（Crossminton）に改称されている。
バドミントンと異なりネットが要らないため、どこででもプレーすることができる。2人のプレーヤーが12.8メートルの距離を挟んでそれぞれ5.5 x 5.5 メートル四方のコートに向かい合わせに立ち、「スピーダー」（Speeder）と呼ぶボールを相手コートに向けて打ち合う。1セットは16点で、先に2セットを取ったほうが勝ちとなる。
欧米を中心として約40カ国でプレーされており、隔年で、ヨーロッパ選手権と世界選手権が交互に行われる。日本では2005年から行われるようになり、2008年6月には日本スピードミントン協会（現日本クロスミントン協会）が設立されたほか、2014年7月からは日本正規代理店のスピードミントンジャパンが営業を開始し、日本でのスピードミントンの普及を目標として、用具の販売と活動の支援をしている。

## 歴史
スピードミントンは、バドミントンを屋外で行うためのバリエーションを試行していたベルリン在住のBill Brandesによって考案された。通常のバドミントンを屋外でプレーしようとするとバドミントンシャトルコックが軽いため風によってプレーに支障が出てしまうためである。そこで、「スピーダー」と呼ばれる重量のある専用のシャトルを用いることとした。なお、これにより、ゲームのテンポがバドミントンに比べて速くなるという効果も生まれている。このニュースポーツに考案者が最初につけた名前は「シャトルボール」（shuttleball）であったが、2001年にスピードバドミントン（スピードミントン）と改名された。
2001年、スピードミントン社がベルリン郊外のクロイツベルクに設立された。
2003年にはドイツ国内で競技人口が約6,000人にものぼった。ただし、ドイツでの競技人口は増えたが近隣諸国を含めた国外での普及度は低かった。これは、スピードミントンの技術が特許により独占されており、「Speedminton」という言葉も商標登録されていて自由に使えないことが原因とされていた。
2005年には最初のチャンピオンシップがベルリンで開催された。
2011年、全世界をカバーする国際組織・インターナショナルスピードバドミントン協会（ISBO）が設立され、第1回世界選手権大会が開催された。大会には29カ国から373人の選手が参加した。2013年には第2回世界大会が開催され、
2014年7月24日〜26日にポーランド・ワルシャワで開催されたヨーロッパ選手権大会には、日本から2名の選手がアジアから初めてゲスト参加し、ドイツチャンピオンチームと親善試合を行った。
2015年の第3回世界大会には、日本から20名の選手団がアジア圏から初めて参加した。
2016年1月1日、ISBOは競技名を「クロスミントン」に変更した。

## コート・用具

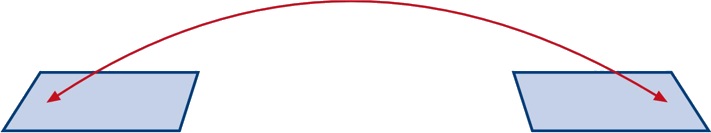
スピードミントンのコート図

コートはサイドにある5.5m(18 ft = 5.4865 m)四方の正方形のエリア（以下スクエアと称す）二つからなる。スクエア間の最短部の距離は12.8m(42 ft = 12.8018 m)で、テニスコートを縦に半分にした広さでプレーできる。コートは場所を選ばず、芝生、砂浜、雪上ありとあらゆる場所でプレーすることができる。
ラケットはスピードミントン専用のものを使う。ラケットのデザインはバドミントンのものとは大きく異なり、ラケットボールのラケットやテニスの変形デカラケ（wilsonの杓文字型ラケット）に似ており、スカッシュのラケットと比べて柄がかなり短い。シャトルボールはバドミントンのものより重くデザインも違う、スピーダー（Speeder）と呼ばれるものを使用する。バドミントンのシャトルの倍近い9グラムの重さで、頭の部分がゴルフボールのようにディンプル加工されており、最高で時速280キロ以上ものスピードが出る。スピードミントン社のイベントではスピード、チェックという機械で速度を図るゲームも可能。

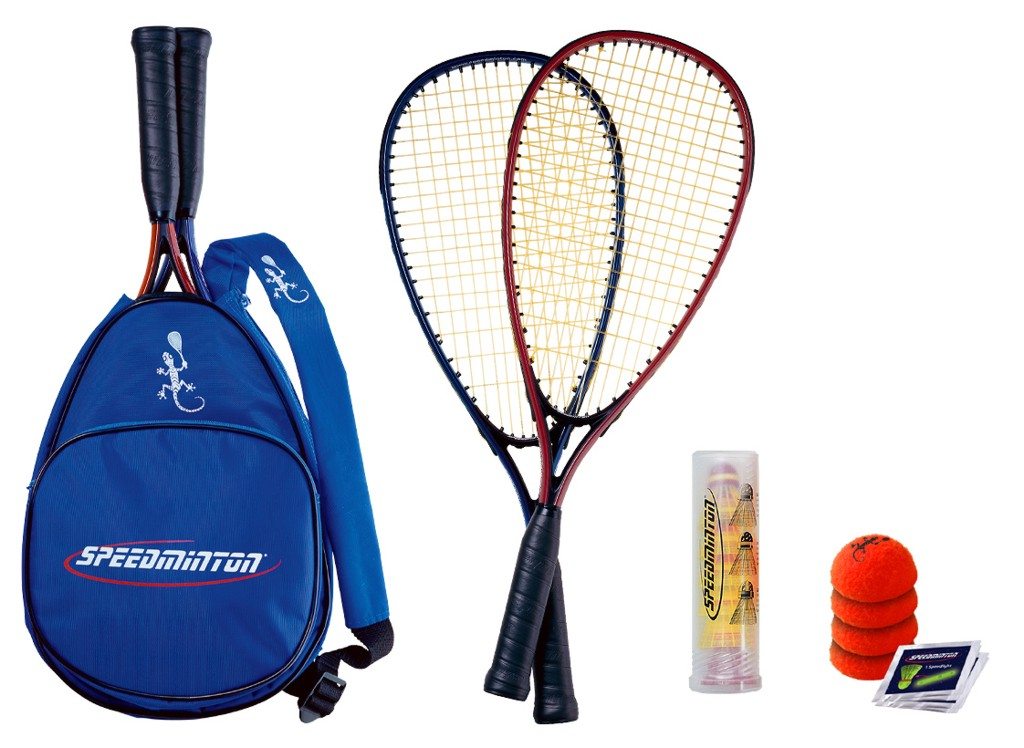
スピードミントンに使用する道具のセット。この写真の商品は非常に古く、現在販売されていない。

## ルール
ゲームの目的は、相手側のスクエアにスピーダーを直接打ち入れることである。
- サーブを失敗した時
- スピーダーが相手のスクエアに届かなかった時
- コートに着いてから打ち返した時
- 二度打ちした時
- スピーダーが体に当たった時

以上の場合は、相手の得点となる。
ゲームはどちらかが16点を取れば1セットとなる。ただし15点もしくはそれ以上のスコアで同点となった時は2ポイント差がつくまで延長して行う。3セット制でどちらかが2セット取れば勝ちである。1セットごとにサイドを交代する。
サーブはアンダーハンドで行い3点入るごとに交代する。ただし、スコア15対15以上になった時は交互に行う。

## バリエーション
- ダブルス : ダブルスもシングルスコートの中に2人ずつ入って行う。
- スピーダーSpeeder : スピードミントンより重量のあるシャットルコックを用いて、さらに速くしたもの。
- ブラックミントン: 蛍光材を使った用具で夜にプレーする[1]。